# 中國搞什麼鬼
《中國搞什麼鬼》（日语：マンガ中国入門 やっかいな隣人の研究，直譯《漫畫中國入門：對惡鄰的研究》）是日本漫畫家喬治秋山繪圖、日籍台灣人黃文雄監修的争议漫畫作品，2005年由飛鳥新社發行。
該書描繪「中國是愛滋病患1000萬人、妓女600萬人、擁有專業竊盜集團5萬個（成員1000萬人）、青少年犯罪每月10萬件、黑道3000萬人、B型肝炎者7億人、食人文化爐火純青的地獄國度」，但是欠缺客觀證據。
該書更宣稱：南京大屠殺是中國「複製」中國歷代王朝屠殺所「捏造」出來的，而七三一部隊只是「供水部隊」。書中還引述前中國國務院總理朱鎔基之言指稱：「（中國）全是虛假，唯獨騙子不然。」
漫畫幾個月內即在日本賣出18萬本。前衛出版社代理發行台灣中文版，初版中文譯名為《中國入門：新支那論》，再版中文譯名改為《中國搞什麼鬼》。亚马逊日本把本書跟《漫畫嫌韓流》一併打折販售。

## 提要

### 日中文化摩擦與文明衝突
先從中國海洋調查船違法出沒日本領土最南端的沖之鳥島說起，說明中國為了武力進攻台灣，怕美國軍事介入，因此非海洋調查不可。之後闡述釣魚台列嶼主權問題，是只要中國古書有一點點記載，中國便宣稱「此處自古即屬中國一部分」，並且據此宣傳「南海、台灣、甚至琉球也都屬於中國」。
並分析中國政府為何反對李登輝及進出海洋的原因。自2004年起，中國海洋調查船的違法事件急速增加，都是違反聯合國海洋法公約第246條第22項規定：未經沿岸國同意的違法調查。並且中國已在日中的非爭議性海域伺機而動，打算汲取日本專屬經濟海域內的海底資源。
2002年，發生了侵害日本主權的瀋陽總領事館事件，中國公安竟公然侵入日本駐瀋陽總領事館，將逃出北韓的一家五口拖走，顯然違反維也納條約規定駐外領事館主權是屬於設置領事館國家。
該章最後說明了2003年發生的日本旅游团珠海买春事件，是中國人民對於日本觀光客爭奪戰的延長，也就是有競爭關係的旅行社、賣春仲介業者與香港媒體聯手演出的扒糞大戰。

### 中國人民的瘋狂反日
2003年10月，在陝西省西北大學表演會，發生日籍教師與留學生疑似「侮辱中國人」的表演，暴力化的「打日本狗」於焉開始，與短劇無相干的日本留學生也遭施暴。然而事實上當事人是想表達日中友好，而背後煽動反日事件的，正是中國共產主义青年團。同年豐田汽車也因「陸地巡洋艦」以及「普拉多」的廣告引起反日騷動，然而這則廣告的代理商、圖樣設計師都是中國人。除此之外，中國也對日商會社名稱吹毛求疵，包括「大日本INK」、「昭和製紙」；連2001年在西安開張的「武藏丸」也成被攻擊的對象，因為店名被聯想為日本戰艦「武藏丸」，其實店名是取自當時的橫綱「武藏丸」。2002年在北京的日本料理店「大和」也遭中國行政指導員進入店裡強制要求改名。2004年亞洲盃足球賽日本對約旦之戰在重慶舉行，卻在場外發生由反日份子引起的騷動。比賽結束後，群眾更襲擊日本駐北京公使專車，敲破車窗。日本足球代表隊在濟南、北京時，都受到了反日份子的挑釁。此外中國網路世代及青少年也都瘋狂的反日。
根據《中國青年報》對中國青少年的調查：對日本的印象中，「南京大屠殺」佔89.9%，「日本政要策畫復活軍國主義」佔74.2%；這些人從來沒來過日本，也對日本一無所知；歸根究底，就是中國政府的「反日」甚至是「仇日」教育。

## 版本
- 中文版：《中國入門：新支那論》, ISBN 957-801-493-7 前衛出版社, 2005年
- 中文再版：《中國搞什麼鬼 （页面存档备份，存于）》, ISBN 978-986-6656-26-2 草根出版社, 2008年
- 日文版：, ISBN 978-4870316829 飛鳥新社